# Gryon gonikopalense
Gryon gonikopalense är en stekelart som beskrevs av Sharma 1982. Gryon gonikopalense ingår i släktet Gryon och familjen Scelionidae. Inga underarter finns listade i Catalogue of Life.